# Łukaszi (obwód kijowski)
Łukaszi (ukr. Лукаші) – wieś na Ukrainie, w obwodzie kijowskim, w rejonie browarskim. W 2001 liczyła 1292 mieszkańców.